# Wiener Walzer Orchester

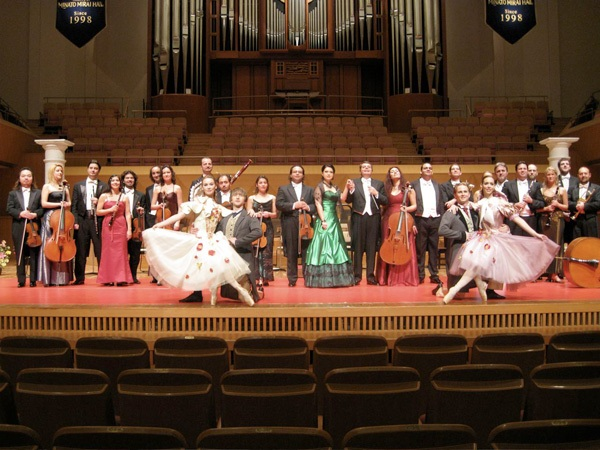
Das Wiener Walzer Orchester im Yokohama Minato Mirai Saal (Tokio, 2009)

 Das Wiener Walzer Orchester (Englisch:  Vienna Walzer Orchestra) ist ein 1990 gegründetes, in Wien stationiertes Kammerorchester, das sich auf traditionelle Walzer, Polkas, Märsche und Operettenarien spezialisiert hat.  Das Orchester spielt vor allem Werke von J. Strauss (Sohn), Franz Lehár, C.M. Ziehrer. Bei den Konzerten gastieren zusätzlich Opernsänger und  Balletttänzer.
Das Wiener Walzer Orchester wurde 1990 von Sandro Cuturello begründet, es besteht aus Musikern verschiedener Nationalitäten. Cuturello fungiert dabei als Künstlerischer Leiter und Chefdirigent des Orchesters. 
Das Orchester konzertierte unter anderem im  Wiener Musikverein und im Wiener Konzerthaus, im Seoul Arts Center (Südkorea), sowie in China (inklusive Peking und Shanghai), Italien, Spanien, Deutschland und in der Tschechischen Republik. Das Orchester trat seit dem Jahr 2000 auch jährlich in Japan auf, zum Beispiel in der Tokyo Opera City Concert Hall, dem Tokyo Metropolitan Art Space, der Yokohama Minato Mirai Hall, The Symphony Hall (Osaka).